# 사이키정 (오이타현)
사이키정(佐伯町)은 오이타현 미나미아마베군에 설치되었던 정이다. 현재의 사이키시에 해당한다.